# William Short

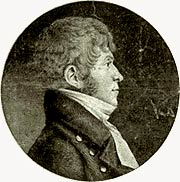
William Short

William Short (ur. 1759, zm. 1849) – amerykański dyplomata.
Thomas Jefferson zatrudniał go jako sekretarza podczas swej dyplomatycznej misji w Paryżu (1786–1789). Jefferson, często wyrażał się o Williamie Short jako o swym "adoptowanym synu". 
Short i Jefferson założyli razem Phi Beta Kappa i College of William & Mary.
W okresie 20 kwietnia 1790 - 15 maja 1792 Short sam był posłem USA we Francji. W roku 1792 posłował do Holandii (18-VI-1792 do 19-XII-1792), a w latach 1794–1795 był amerykańskim posłem w Hiszpanii, gdzie jednak średnio sobie radził i pomagać mu musiał poseł Thomas Pinckney, będący jednocześnie ministrem pełnomocnym USA w Londynie.